# Independent Truck Company
Independent Truck Company és una marca estatunidenca d'eixos de monopatí amb seu a Santa Cruz. Fundada el 1978, l'empresa és propietat de NHS Inc. i patrocina un notable equip de patinadors. Els eixos es fabriquen a la Xina.
L'empresa va ser cofundada per Richard Novak, Jay Shiurman, Fausto Vitello i Eric Swenson. El model Stage 1 va ser el producte inaugural, comercialitzat el 23 de maig de 1978 a Newark. L'eix va ser dissenyat com a resposta a la manca d'eixos de monopatí de qualitat al mercat en aquell moment.
El logotip de la marca es basa en la Creu de Ferro. S'ha mantingut com el logotip d'Independent des dels inicis de l'empresa i es va derivar de la variació francesa de la Creu patent.